# ماد، شهرستان کولبرت، آلاباما
ماد (به انگلیسی: Maud) یک منطقهٔ مسکونی در ایالات متحده آمریکا است که در شهرستان کلبرت، آلاباما واقع شده‌است. ماد ۱۶۷٫۹۵ متر بالاتر از سطح دریا واقع شده‌است.